# Langue d'Aragon

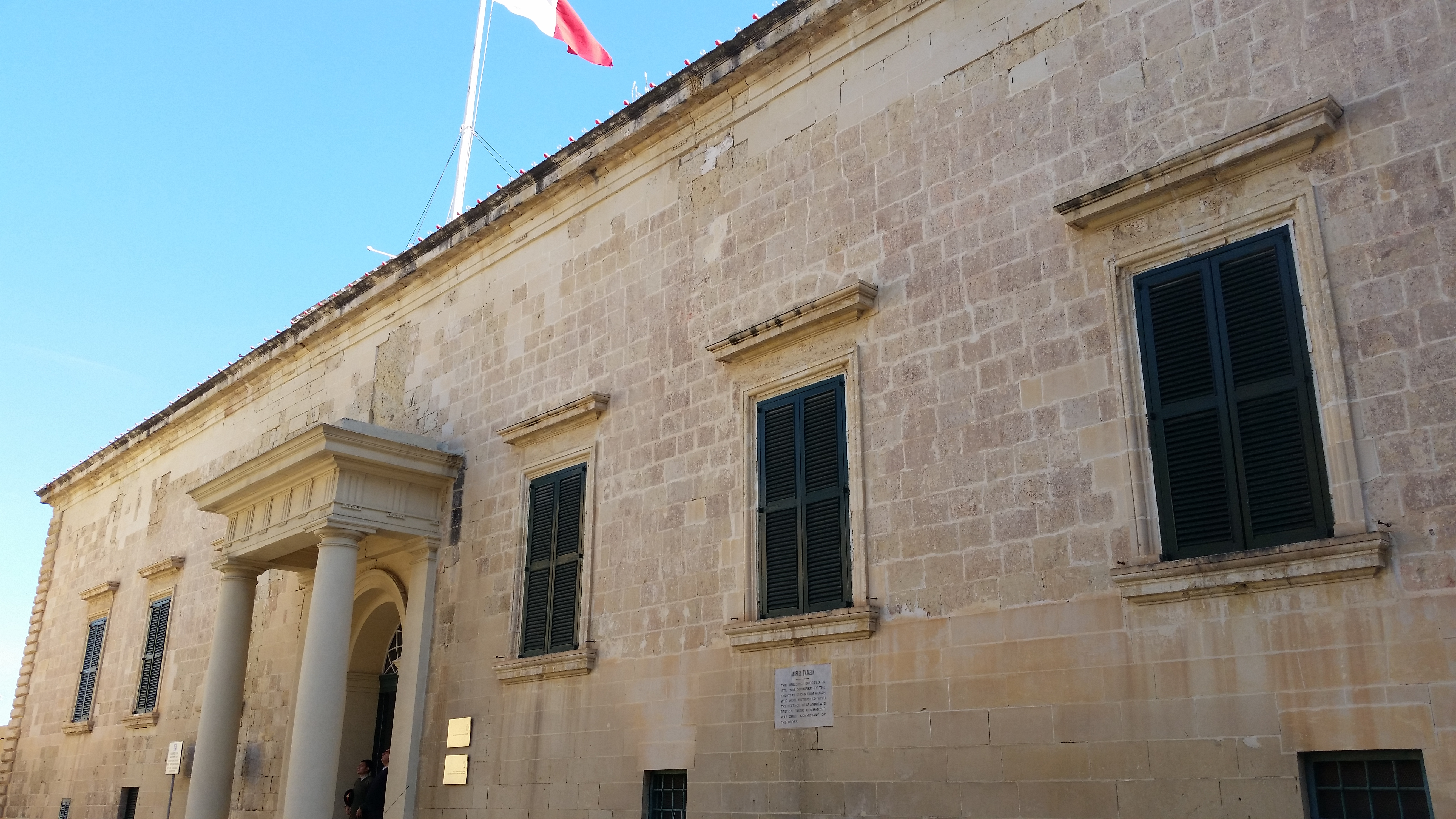
Auberge d'Aragon à La Valette

La langue d'Aragon était, avec celles de Provence, d'Italie, d'Angleterre, de Castille, de France, d'Allemagne, d'Auvergne, l'une des huit langues (ou provinces) de l'ordre des Hospitaliers de Saint-Jean de Jérusalem, existant après 1462.

## Historique
La langue d'Espagne, créée en 1301, a été scindée en deux, en 1462, en langue de Castille et langue d'Aragon. La langue d'Aragon regroupait les territoires de l'Aragon, la Catalogne et la Navarre.
À partir de 1340, les Hospitaliers de la langue d'Espagne et à partir de 1462, tous ceux de la langue d'Aragon élisent un représentant qui siège au sein du grand conseil. Il a comme fonction au sein de la langue, celle de pilier et comme fonction au sein de l'Ordre, celle de grand drapier.

## Châtellenie d'Amposta
La châtellenie d'Amposta, créée en 1154, comprend 30 commanderies

### Liste des commanderies
|  | Commanderie | Origine | Création | Dévolution | Diocèse | Protection | Observations |
|  | ----------- | ------- | -------- | ---------- | ------- | ---------- | ------------ |
|  |             |         |          |            |         |            |              |
|  |             |         |          |            |         |            |              |
|  |             |         |          |            |         |            |              |
|  |             |         |          |            |         |            |              |
|  |             |         |          |            |         |            |              |

## Grand prieuré de Navarre
Le grand prieuré de Navarre, créé en 1185, comprend 18 commanderies.

### Liste des prieurs
- Jean de Beaumont (es) (1435-†1487)[2], dernier prieur de Navarre au sein de la langue d'Espagne et premier prieur de la nouvelle langue dite d'Aragon
- Pedro de Espinal (1487-†1491)[3], tenant lieu de prieur à partir de 1453[4]
- Berenguer Sanz de Berrozpe[N 1] (1491-1513)
- Gregorio de Murguiro / de Murgutio (1515-1523)[5]

### Liste des commanderies
|                | Commanderie          | Origine      | Création     | Dévolution       | Diocèse   | Protection | Observations              |
| -------------- | -------------------- | ------------ | ------------ | ---------------- | --------- | ---------- | ------------------------- |
| Prieuré de     | Puente la Reina      | Templiers    |              |                  | Pampelune |            | Église du Crucifix        |
| Commanderie d' | Aberin               | Templiers    |              | 28 juin 1312     |           |            |                           |
| Commanderie d' | Aparia               | Hospitaliers | XVIe siècle? |                  |           |            | Emplacement non identifié |
| Commanderie d' | Aphat-Ospitalia      | Hospitaliers |              |                  |           |            | Saint-Jean-le-Vieux       |
| Commanderie de | Biurrun              | Hospitaliers |              |                  |           |            |                           |
| Commanderie de | Calchetas            | Hospitaliers |              |                  |           |            | Murchante                 |
| Commanderie de | Cogullo-Melgar       | Hospitaliers |              |                  |           |            | Urbiola                   |
| Commanderie de | Induráin             | Hospitaliers |              |                  |           |            | Izagaondoa                |
| Commanderie de | Iracheta             | Hospitaliers |              |                  |           |            | Leoz                      |
| Commanderie de | Irissarry            | Hospitaliers |              |                  | Bayonne   |            | [ 8 ]                     |
| Commanderie de | Leache               | Hospitaliers |              |                  |           |            |                           |
| Commanderie de | Olaz-Subiza          | Hospitaliers |              |                  |           |            |                           |
| Commanderie de | Ribaforada           | Templiers    |              | 1er juillet 1313 |           |            |                           |
| Commanderie de | Tudela et Cabanillas | Hospitaliers |              |                  |           |            |                           |
| Commanderie de | Villafranca          | Hospitaliers |              |                  |           |            |                           |
| Commanderie de | Cizur                | Hospitaliers |              |                  |           |            |                           |

## Grand prieuré de Catalogne
Le grand prieuré de Catalogne, créé en 1319, comprend 29 commanderies.

### Liste des commanderies
|  | Commanderie | Origine | Création | Dévolution | Diocèse | Protection | Observations |
|  | ----------- | ------- | -------- | ---------- | ------- | ---------- | ------------ |
|  |             |         |          |            |         |            |              |
|  |             |         |          |            |         |            |              |
|  |             |         |          |            |         |            |              |
|  |             |         |          |            |         |            |              |
|  |             |         |          |            |         |            |              |